# Antsla
Antsla (deutsch: Anzen) ist eine Landgemeinde im estnischen Kreis Võru. Sie hat 4.015 Einwohner (Stand: 1. Januar 2025). Berühmteste Persönlichkeit aus Antsla ist der Maler Karl Pärsimägi, der in Kraavi die Schule besuchte.

## Gliederung
Antsla ist die westlichste und größte Gemeinde des Landkreises. Der Ort liegt 35 km westsüdwestlich von Võru. Neben dem Hauptort Antsla umfasste die Landgemeinde bis 2017 die 26 Dörfer Ähijärve, Anne, Antsu, Haabsaare, Jõepera, Kaika, Kikkaoja, Kobela, Kollino, Kraavi, Litsmetsa, Luhametsa, Lusti, Madise, Mähkli, Oe, Piisi, Rimmi, Roosiku, Savilöövi, Soome, Säre, Taberlaane, Tsooru, Vana-Antsla und Viirapalu.
Mit dem Zusammenschluss mit der Landgemeinde Urvaste 2017 kamen Kassi, Kirikuküla, Koigu, Kuldre, Kõlbi, Lümatu, Pihleni, Ruhingu, Toku, Uhtjärve, Urvaste, Uue-Antsla, Vaabina und Visela hinzu.

## Sehenswürdigkeiten
Sehenswert ist das Gutshaus von Vana-Antsla, das seit 1405 urkundlich belegt ist. 1601 wurde Antsla durch schwedische Truppen erobert. An die Geburt von Carl Philip (1601–1622), dem jüngsten Sohn des schwedischen Königs Karl IX., im selben Jahr erinnern zwei Eichen im zwölf Hektar großen Park des Gutes, die bis heute erhalten sind. Nach heute vorherrschender Ansicht ist er aber in Tallinn geboren worden.

## Persönlichkeiten
- Harry Tillmann (* 1912 in Vana-Antsla; † 1986 in Gießen), Veterinärmediziner und Hochschullehrer